# 総理の夫
『総理の夫』（そうりのおっと、First Gentleman ）は、原田マハによる日本の小説。『月刊ジェイ・ノベル』（実業之日本社）にて2011年4月号から2013年4月号まで連載された。
連載中の挿絵及び、単行本の前後見返しのイラストは、漫画家のみづき水脈によるものである。
著者の政治への理想や憤り、皮肉が込められた作品である。
文庫版は初版には安倍昭恵、映画上映に伴う新版には国谷裕子の解説がついている。

## あらすじ
相馬凛子は少数野党の党首だったが、与党を離れ新党を結成した改革派の議員・原久郎によって連立政権が樹立され、史上最年少、史上初の女性総理に指名される。凛子の総理就任を、無力ながらも精一杯応援しようぐらいにしか考えていなかった鳥類学者の夫・日和は、相馬政権の安泰を画策するプロジェクトチームによって、「理想の夫」「理想の家族」を体現するファーストレディならぬ、〈ファースト・ジェントルマン〉として広報に駆り出されることとなる。
物語は、凛子が総理に指名された日から日和が付け始めた日記という形で、その奮闘の日々が語られる。

## 登場人物

### 主人公とその一族
相馬 日和（そうま ひより）
凛子の夫。38歳。文京区春日の善田鳥類研究所に勤務する鳥類学者。専門はタンチョウヅルを中心とした希少鳥類の生存と回復の研究。10歳の頃から野鳥観察日誌をつけ続けている。妻が総理大臣になった日から、日記を書き始める。
最も敬愛する人物は、ノーベル生理学・医学賞を受賞したコンラート・ローレンツ博士で、彼の著書『ソロモンの指環』は座右の書である。
東京大学理学部卒、同大学院生物多様性科学研究室にて博士課程修了。実家は日本を代表する財閥「相馬一族」。結婚後は亡き祖父が遺した護国寺の洋館に住んでいる。戦後すぐに祖父が著名な建築家に依頼して作った洋館で、敷地内に小さな森があり、野鳥研究に目覚めるきっかけを得た場所でもあり、20年前に祖父が他界した時に節税対策で売却されかけたが、年甲斐もなくゴネて相続した。
凛子との出会いは、ソウマグローバルが主宰する政財界の重鎮も多く出席する朝食会。スピーチを予定していた東大教授が急病になり、そのピンチヒッターとしてやってきたのが政治学の研究者として頭角を現し始めていた凛子だった。一目見た瞬間に美しく聡明な凛子に恋をした。
整った顔立ちの持ち主で、権力に執着しない飄々とした性格。凛子の首相就任後は、「ひよラー」と呼ばれる追っかけの女性たちが現れている。
相馬 凛子（そうま りんこ）
第111代内閣総理大臣。42歳。曲がったことが大嫌いな正義感溢れる美人。腹の探り合いのようなことは苦手で、何でも直球勝負というポリシーの持ち主。
直進党党首。20xx年9月20日、史上最年少で日本初の女性総理大臣に指名され、消費税増税や企業活動の規制撤廃、脱原発などに取り組む。
東京大学法学部卒、ハーバード大学大学院法学政治学研究科で博士課程修了。経済同朋会を母体とする公共の政策シンクタンクの研究員を務めたのち、無所属で衆議院議員に立候補し、31歳で初当選。父は最年少開田川（あけたがわ）賞作家の真砥部惇、母は東大大学院教授で国際政治学を専門とする政治学者の真砥部夕。父は小学生の頃に亡くなった。後に母も亡くなっている。母の著書『メタグローバル社会を生き抜く日本』は座右の書である。
ファッションモデルや宝塚歌劇団の女優たちも顔負けの美貌を持ち、首相就任後は絶大な人気を誇る。「そ〜りん」（相馬凛子を略した「相凛」と「総理」に「ん」をつけたものをかけたもの）の愛称で呼ばれ、多数いる追っかけの女性たちは「凛子ジェンヌ」と呼ばれている。
相馬 崇子（そうま たかこ）
日和の母。通称「音羽の奥様」。22歳で結婚して早々に長男・多和を産み、15年経ってから次男・日和を産んだため、日和を溺愛している。
息子に対して恩着せがましく振舞ったり、自分の意見に有無を言わさず従わせようとするなど、基本的に自己中心的。また、結婚以来家事は全て使用人に任せており、自身は一切しない。
相馬 多和（そうま たより）
日和の15歳年上の兄。53歳。関連会社2万人の社員を率いる非上場企業グループ「ソウマグローバル」のCEO。経済同朋会役員。
娘が2人おり、高校1年生の眞貴、中学1年生の吾貴は共に都心の名門女子校に運転手付きの車で送迎されている。
相馬 紗己子（そうま さきこ）
多和の妻。グループ関連会社のオーナーの娘で、多和とは政略結婚のようなものだった。多和と一緒に死ぬのは嫌でも、お金となら心中できるほど、金に執着心がある。
下村（しもむら）
日和の家の家政婦。
武村（たけむら）
相馬家の台所を30年に渡って仕切っている料理人。
富田（とみた）
相馬家の新入りの家政婦。
遠藤（えんどう）
相馬家に20年以上仕えるソムリエ。
奥林（おくばやし）
相馬家に仕えて40年になる家政婦長。

### 直進党関係者
島崎 虎山（しまざき こざん）
凛子の政策秘書。36歳。既婚者で娘がいる。名前は、高名な書家である父による命名。山形市山家町出身。後に山形1区から衆院選に出馬する。
小津（おづ）
直進党前幹事長。内閣官房長官に就任する。
葉山（はやま）
直進党副代表。
小野寺 勇（おのでら いさむ）
直進党幹事長。
富士宮 あやか（ふじのみや あやか）
日和の広報を担当する、直進党広報部職員。
久遠 久美（くおん くみ）
伝説のスピーチライター。
『本日は、お日柄もよく』（2010年、徳間書店）に登場する。

### 連立与党関係者
原 久郎（はら くろう）
民心党党首。「ハラグロ」のあだ名の通り、最も野心的で急進的な稀代の策士で、内閣の重要ポストは民心党議員で占められている。モデルは小沢一郎。
民権党元幹事長。改革派の同志と共に寝返り、米沢の不信任案に賛成票を投じた。解散後に民権党を離れ、民心党を立ち上げた。総選挙では80議席を獲得し大躍進し、野党各党（新党おおぞら・革新一歩党・新党かわる日本・直進党）に連立を呼びかけ、連立政権を樹立し、凛子を総理に担ぎ上げた。連立与党の幹事長的なポストである、連立与党協議会議長に就く。
民権党幹事長だった故・遠藤淳弥の秘書を長らく務め、叩き上げで政治家になった剛毅で闊達な人物。米沢とは正反対のタイプで、同じ党にいながら長らくライバル関係にあった。
映画では岩手県第3区選出。
箱根（はこね）
新党おおぞら党首。議席数は70。
山岡（やまおか）
革新一歩党党首。議席数は60。新党かわる日本の議席数は40。

### 善田鳥類研究所
日和の勤務先。日本の鳥類研究史に多大な足跡を遺した故・善田竜之介博士が1935年に設立した鳥類専門研究機関。主に、環境省の委託を受けて、絶滅危惧種の鳥類の調査や生存の回復のための研究を行っている。相馬家は「節税対策の一環」として多額の寄付を行っている。
徳田 実（とくだ みのる）
善田鳥類研究所 所長。オオタカの研究者。
窪塚 豊（くぼづか ゆたか）
善田鳥類研究所 上席研究員。
幡ヶ谷 卓（はたがや たく）
善田鳥類研究所 研究員。日和の同僚。アホウドリの棲息調査に人生を捧げている。
伊藤 るい（いとう るい）
善田鳥類研究所 研究員。30代前半。
北海道大学在学中より新進気鋭の研究者候補として注目されるが、家庭の事情で研究を断念し一般企業に就職。しかし「優秀な研究者を埋もれさせてはならない」と、徳田の強い誘いで善田研に入る。
田沼 正代（たぬま まさよ）
事務員。

### その他
番田 （ばんだ） / 特川（とくがわ）
凛子のSP。
米沢 旬太郎（よねざわ しゅんたろう）
民権党党首。前首相。内閣不信任案が可決され、解散総選挙に踏み切った。
祖父は元総理大臣の米沢富祐、父は外務大臣を務めた米沢富太郎、息子も衆議院議員。米沢家＝政治家というイメージを持たれている政界のサラブレッド。
豊津 信唯（とよつ のぶただ）
経済同朋会会長。トヨツ自動車会長。
生島 真（いくしま まこと）
角友商事社長。経済同朋会副会長。
阿部 久志（あべ ひさし）
フリーの政治ジャーナリスト。刑事コロンボのような風体をしている。公式ブログは娘が管理しており、ギャル文字や2ちゃんねる用語を多用した独特の文体が使われている。
五所川原 豊彦（ごしょがわら とよひこ）
東大名誉教授で、国際経済学の権威。ソウマグローバルが主宰する朝食会「二十二世紀朝の研錬会」の顧問。

#### 内閣官房人事
- 相馬 凛子 - 内閣総理大臣。42歳。直進党党首。
- 小津 智祐 - 内閣官房長官。45歳。直進党前幹事長。
- 小石川 輝信 - 官房副長官 政務担当。58歳。民心党衆議院議員。
- 陣内 忠久 - 官房副長官 政務担当。48歳。革新一歩党参議院議員。
- 石田 堅一 - 官房副長官 事務担当。66歳。旧自治省事務次官OB。
- 岡林 弓子 - 内閣総理大臣補佐官 少子高齢化担当。40歳。新党おおぞら。
- 木内 信也 - 内閣総理大臣補佐官 北海道沖縄安全保障条約担当。41歳。民心党。
- 上松 一 - 内閣総理大臣補佐官 北朝鮮問題担当。44歳。新党かわる日本。
- 白井 翔 - 内閣総理大臣補佐官 環境担当。39歳。新党おおぞら。
- 海野 友哉 - 内閣総理大臣補佐官 社会保障担当。40歳。革新一歩党。
- 相馬五山（全員、姓名に「山」がつくため、こう呼ばれるようになった）
  - 山岡 久 - 総理大臣秘書官 外務省。
  - 山内 等 - 総理大臣秘書官 財務省。
  - 大山 徳弘 - 総理大臣秘書官 経産省。
  - 山根 快 - 総理大臣秘書官 警察庁。
  - 島崎 虎山 - 政務担当秘書官。

#### 相馬内閣
- 秋庭 友香 - 総務・地域主権大臣。48歳。東大大学院教授、民間より指名。
- 江川 俊 - 法務大臣。58歳。民心党。
- 遠藤 由一 - 外務大臣。47歳。民心党。
- 古野 公人 - 財務大臣。56歳。民心党。
- 行山 明子 - 文部科学大臣。53歳。直進党。
- 橋爪 京助 - 厚生労働大臣。59歳。革新一歩党。
- 細田 義彦 - 農林水産大臣。60歳。革新一歩党。
- 小川 光 - 経済産業大臣。58歳。民心党。
- 喜多 潤 - 国土交通・海洋大臣。55歳。民心党。
- 松田 由美 - 環境・防災大臣。49歳。直進党。
- 久永 鋭一郎 - 防衛大臣。51歳。民心党。
- 富沢 瑠璃子 - 沖縄・北方大臣。53歳。新党かわる日本。
- 片岡 駿祐 - 国家公安委員会委員長・拉致問題担当大臣。60歳。新党おおぞら。
- 田野村 龍一 - 郵政改革・金融大臣。55歳。新党かわる日本。
- 沖田 美弥子 - 経済財政・消費税担当大臣。53歳。新党おおぞら。
- 荻野目 優太 - 国家戦略・科学技術政策担当大臣。47歳。民心党。

## 映画
2021年9月23日に公開された。監督は河合勇人、主演は田中圭と中谷美紀。
公開後の同年9月25日に放送された『クレヨンしんちゃん』にて、相馬日和役の田中と相馬凛子役の中谷が本作品の役柄で声優として出演した。

### キャスト
- 相馬日和：田中圭
- 相馬凛子：中谷美紀
- 富士宮あやか：貫地谷しほり[4][5]
- 島崎虎山：工藤阿須加[4][5]
- 伊藤るい：松井愛莉[4][5]
- 徳田実：木下ほうか[4][5]
- 幡ヶ谷卓：長田成哉
- 窪塚豊：関口まなと
- 阿部久志：米本学仁[4][5]
- 医師：国広富之
- 衆議院議長：寺田農
- 相馬多和：片岡愛之助[4][5]
- 小津智祐：嶋田久作[4][5]
- 相馬崇子：余貴美子[4][5]
- 相馬日向：永尾柚乃
- 原久郎：岸部一徳[4][5]
- 登坂淳一、大沼百合子、山田桃子、福田成美、野杁俊希 ほか

### スタッフ
- 原作：原田マハ『総理の夫 First Gentleman』（実業之日本社文庫）
- 監督：河合勇人
- 脚本：松田沙也、杉原憲明
- 音楽：富貴晴美
- 主題歌：miwa「アイヲトウ」（Sony Music Labels）[10]
- エグゼクティブプロデューサー：福家康孝、柳迫成彦、三輪祐見子
- 企画・プロデュース：谷戸豊、橋本恵一
- プロデューサー：山本章
- 共同プロデューサー：小久保聡、大森氏勝
- 撮影：木村信也
- 照明：石黒靖浩
- 美術：黒瀧きみえ
- 録音：日下部雅也
- 編集：瀧田隆一
- 装飾：鈴村高正
- VFXスーパーバイザー：赤羽智史
- 助監督：木ノ本豪
- 制作担当：赤間俊秀
- スクリプター：杉本友美
- 選曲：長澤佑樹
- 音響効果：松井謙典
- 衣装：遠藤良樹
- ヘアメイク：百瀬広美
- キャスティングプロデューサー：福岡康裕
- 宣伝プロデューサー：小沼賢宜
- 制作プロダクション：ジャンゴフィルム
- 配給：東映、日活
- 製作幹事：日活、東映
- 製作：「総理の夫」製作委員会（日活、東映、テレビ朝日、トライストーン・エンタテイメント、朝日放送テレビ、ローソンエンタテインメント、東映ビデオ、実業之日本社）

### 関連商品
- 総理の夫 [DVD]（2022年2月9日発売）
- 総理の夫 [Blu-ray]（2022年2月9日発売）